# B. D. Jatti
Basappa Danappa Jatti phát âmⓘ (10 tháng 9 năm 1913 – 7 tháng 6 năm 2002) là Phó Tổng thống Ấn Độ thứ 5, tại chức từ năm 1974 đến năm 1979. Ông là Quyền Tổng thống Ấn Độ từ 11 tháng 2 đến 25 tháng 7 năm 1977.